# RS-149
Pour les articles homonymes, voir Route 149.
La RS-149 est une route locale du Centre-Ouest de l'État du Rio Grande do Sul qui relie la BR-290, depuis la municipalité de Vila Nova do Sul, à Pinhal Grande. Elle dessert les communes de Vila Nova do Sul, São Sepé, Formigueiro, Restinga Seca, São João do Polêsine, Faxinal do Soturno, Nova Palma et Pinhal Grande, et est longue de 184,570 km.